# SPRING〜start on a journey〜
『SPRING〜start on a journey〜』（スプリング スタート・オン・ア・ジャーニー）は、米倉千尋の7枚目のアルバムである。

## 概要
- 初回盤のみシングル「想い出がいっぱい」との連動特典専用応募ハガキを封入している。
- カバー曲である「想い出がいっぱい」を除き、米倉自身が全ての楽曲で作詞・作曲を手がけている。

## 収録曲
1. Start on a journey
  - 作詞・作曲：米倉千尋、編曲：aqua.t
2. 夏の終わりの花火
  - 作詞・作曲：米倉千尋、編曲：aqua.t
  - 『ビートたけしのTVタックル』エンディングテーマ
3. 想い出がいっぱい
  - 作詞：阿木燿子、作曲：鈴木キサブロー、編曲：aqua.t
  - H20のカバー曲。
4. 月に願いを
  - 作詞・作曲：米倉千尋、編曲：aqua.t
5. 空はひと一つ!
  - 作詞・作曲：米倉千尋、編曲：aqua.t
6. 「手紙」
  - 作詞・作曲：米倉千尋、編曲：aqua.t
7. 口づけを歌うように
  - 作詞・作曲：米倉千尋、編曲：aqua.t
8. Bridge
  - 作詞・作曲：米倉千尋、編曲：aqua.t
  - プレイステーション2ゲーム『学園都市 ヴァラノワール』オープニング主題歌。
  - ベスト・アルバム『BEST OF CHIHIROX』にも収録されている。
9. stars
  - 作詞・作曲：米倉千尋、編曲：aqua.t
  - プレイステーション2ゲーム『学園都市 ヴァラノワール』エンディング主題歌。
  - ベスト・アルバム『BEST OF CHIHIROX』にも収録されている。
10. さくら咲く日に
  - 作詞・作曲：米倉千尋、編曲：aqua.t
  - ラジオ番組『SMILE GO HAPPY』から生まれた曲で、リスナーからのエピソードを元に書いている。
11. おやすみのうた
  - 作詞・作曲：米倉千尋、編曲：aqua.t